# Дарґобондз
Дарґобондз (пол. Dargobądz) — село в Польщі, у гміні Волін Каменського повіту Західнопоморського воєводства.
Населення — 410 осіб (2011).
У 1975-1998 роках село належало до Щецинського воєводства.

## Демографія
Демографічна структура станом на 31 березня 2011 року:
|          | Загалом | Допрацездатний вік | Працездатний вік | Постпрацездатний вік |
| -------- | ------- | ------------------ | ---------------- | -------------------- |
| Чоловіки | 194     | 38                 | 142              | 14                   |
| Жінки    | 216     | 44                 | 127              | 45                   |
| Разом    | 410     | 82                 | 269              | 59                   |